# Jenemetneferhedyet III
| Xnm · t | nfr | HDt | wr · t |

| Xnm · t | nfr | HDt | wr · t |

Jenemetneferhedyet III fue una antigua reina egipcia de la Dinastía XII (Reino Medio), probablemente esposa de Amenemhat III en los primeros años de su reinado. Tenía los títulos de ""esposa del rey"", "miembro de la élite" y "señora de los dos países". Fue enterrada en su pirámide de Dahshur. 
El nombre de Jenemetneferhedyet solo se conoce por un objeto, un vaso ritual de alabastro hallado en su tumba. En un principio, Dieter Arnold, que llevó a cabo la excavación, supuso que el nombre de la reina no figuraba en la vasija, ya que jenemetneferhedyet ("La que está unida a la Corona Blanca") es también un título real y pensó que el nombre era un título.
Sin embargo, investigaciones más recientes llamaron la atención sobre el hecho de que no es común dar simplemente el título de un individuo y no el nombre propio, especialmente en objetos rituales en una cámara funeraria. Por tanto, lo más probable es que Jenemetneferhedyet sea el nombre propio de esta reina. En el enterramiento saqueado también se encontró un sarcófago decorado, pero sin inscripciones, con el esqueleto de una mujer de unos 25 años, que probablemente sea de ella.